# Фатех
Фатех — нафтове родовище в Об'єднаних Арабських Еміратах (ОАЕ).
Входить до нафтогазоносного басейну Перської затоки.
Глибина залягання покладів 2320…2590 м.
Запаси 200 млн т.
Відкрите 1966 року.